# 德薩瓜德羅 (玻利維亞)

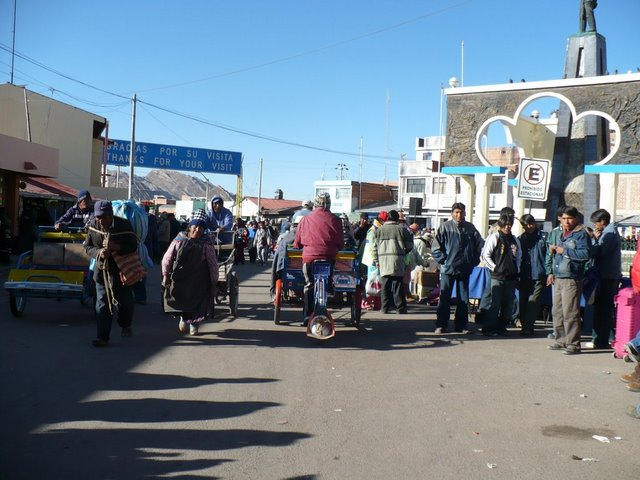

德薩瓜德羅是玻利維亞的城鎮，位於該國西部，由拉巴斯省負責管轄，距離首府拉巴斯109公里，海拔高度3,827米，每年平均降雨量670毫米，2012年人口2,932。

## 外部連結
- （西班牙文） Instituto Nacional de Estadística

16°34′S 69°02′W / 16.567°S 69.033°W